# 英西戦争 (1727年-1729年)
英西戦争（えいせいせんそう、英語: Anglo-Spanish War）は、グレートブリテン王国とスペイン王国の間の戦争。戦闘は1726年夏、カリブ海で始まったが、戦争の全面勃発はヨーロッパでも戦闘が始まる1727年であった。正式な宣戦布告のないまま始まったこの戦争では全ヨーロッパがヘレンハウゼン同盟とウィーン条約の締結国という2つの陣営に分けられ、大戦前夜といえるほどの緊張を生み出したが、外交努力により全面戦争は回避された。英西戦争の主な戦闘はカリブ海における海戦に限られ、大規模な海戦はなく、ヨーロッパでも失敗に終わったジブラルタル包囲戦以外は特に戦闘もなかった。英西間の戦争は1729年11月9日にセビリア条約が締結され、戦争前の原状を回復するということで正式に終結したが、紛争の原因が解決されることはなく、わずか10年後にジェンキンスの耳の戦争が勃発した。

## 原因

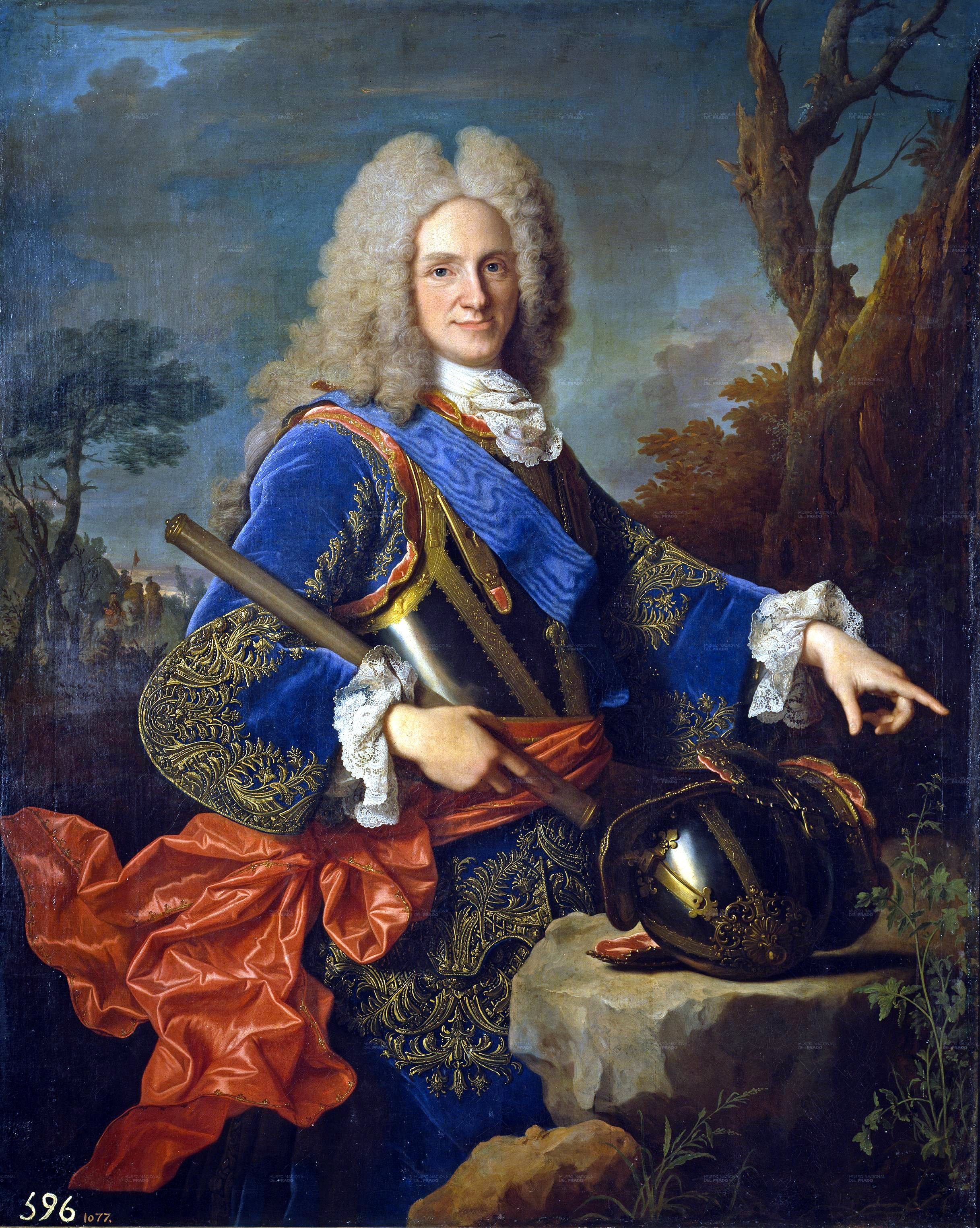
スペイン王フェリペ5世、ジャン・ランク作、1723年。

スペイン王国は18世紀のヨーロッパの勢力均衡の一角だった。1701年から1714年までのスペイン継承戦争によりスペイン・ブルボン朝が成立、フランス王ルイ14世の孫フェリペ5世がスペイン国王に即位した。その後の数十年間、フェリペ5世は衰弱したスペインの国制と軍制を改革した。しかし、フェリペ5世の性格は精力的ではなく、外交政策については野心家の王妃エリザベッタ・ファルネーゼに任せきりにすることも多かった。スペインは1713年のユトレヒト条約と1714年のラシュタット条約により、イタリアとスペイン領ネーデルラントがハプスブルク帝国に割譲され、ジブラルタルとミノルカ島がグレートブリテン王国に割譲されるなど多くの領地を失った。さらに、スペイン政府はイギリスとのアシエント締結を認めて、イギリス商人が毎年南アメリカのスペイン植民地と貿易を行うことを承認しなければならなかった。スペインはこれらの失地を回復するために四国同盟戦争を始めたが、一時サルデーニャを占領するものの結果的にはスペインが孤立するという結果のみもたらして失敗、サルデーニャは返還された。にもかかわらず、エリザベッタ・ファルネーゼは息子たちのためにイタリアでの領地を追求、ヨーロッパ外交における問題となっていた。
オーストリアも同じく神聖ローマ皇帝カール6世の政策により孤立していた。彼はユトレヒト条約によりスペインの王位継承権を放棄しなければならないことに納得せず、スペインとの和解を頑なに拒否していた。イギリスやオランダなどの海洋国家とも1722年にオステンド会社を設立して競争に参入、さらにハプスブルク家領の女子継承を認める国事詔書の承認も要求した。この2つの要求により、オーストリアの外交政策は不安定となった。歴史家のハインツ・ドゥフハートによると、「四国同盟が活動を停止した後、ヨーロッパは常に全面戦争の瀬戸際にあった。ウィーンとマドリードの間の古く未解決の問題に新しい問題（オステンド会社、国事詔書）が加わり、『冷戦』といういつでも爆発しそうな雰囲気を生み出した」。
1724年、ヨーロッパ諸国はカンブレー会議を開いて、カール6世とフェリペ5世の最終的な和解を実現しようとした。

## ヨーロッパの危機

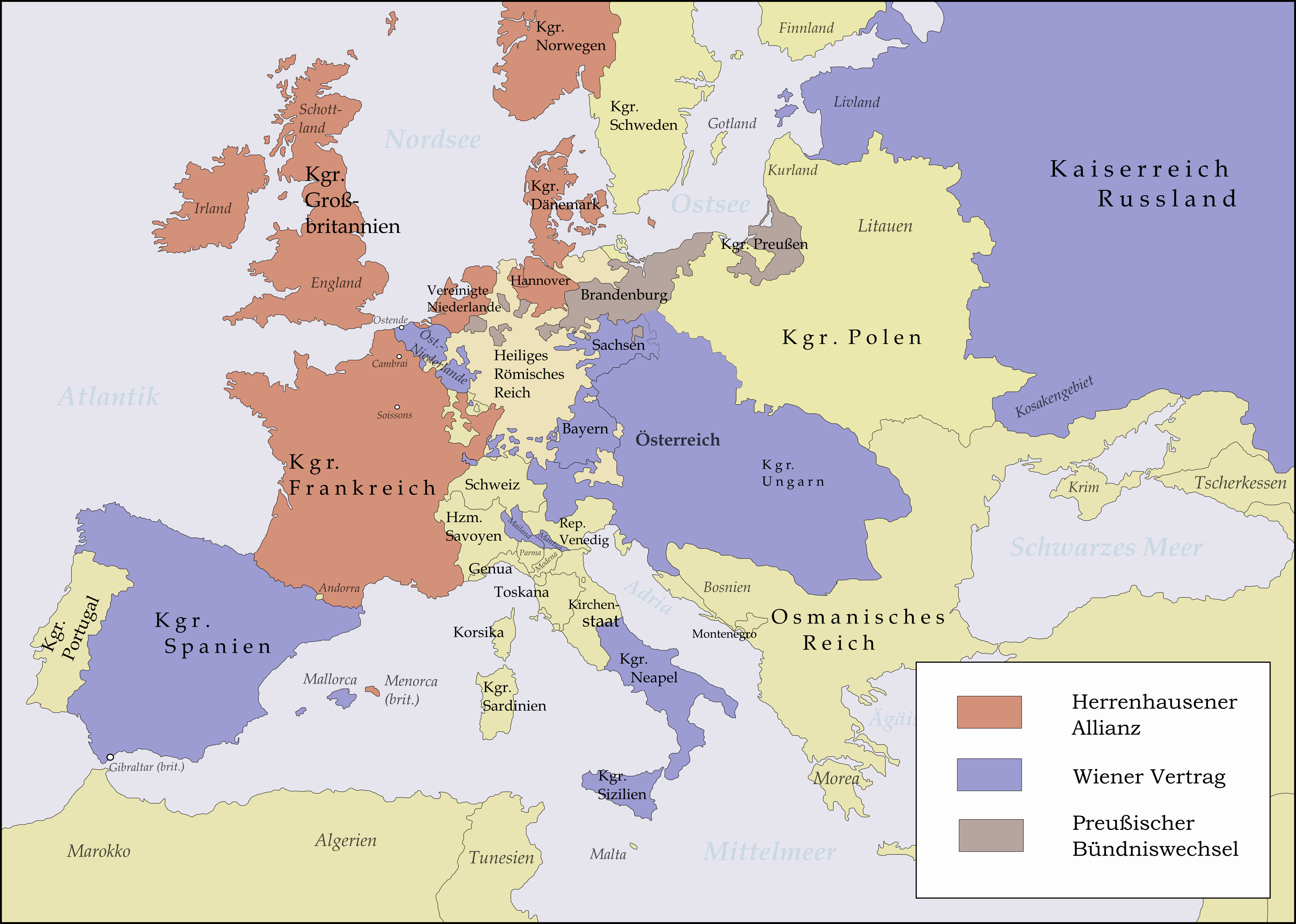
マックス・インミッヒによると、「全ヨーロッパは2つの陣営に分けられ、サヴォイア公国を除く主要な国全てがどちらかの陣営に属した。一方が疑う余地のない海上の覇権を有し、もう一方は陸上の覇権を有した」。地図は1725年から1730年にかけてのヨーロッパ。

スペインではカンブレー会議に対する期待が大きかった。イギリスのスタンホープ伯爵はスペインとの交渉中にジブラルタルの返還を提案しており、1721年にはイギリス王ジョージ1世も私的な文通でジブラルタル返還を提案したが、これが議会で同意される見通しはなかった。同年には英仏墺の防御同盟が締結された。これらの提案によりスペインの会議への期待が増したが、カンブレーでの会議はオステンド会社の解散、スペインのイタリア領への請求、ジブラルタル返還などの調整に失敗、スペイン政府は目的を達成するにはウィーンの宮廷と直接交渉するしかないと考えた。オーストリアはスペインの官僚でオランダ出身のフアン・グリェルモ・リッペルダとの秘密交渉により、スペインとの合意を形成、1725年5月1日のウィーン条約につなげた。ウィーン条約によりスペインはイタリアとネーデルラントにおける領土割譲、および国事詔書を承認、カール6世はスペインのイタリア領とジブラルタル回復を承認した。またスペイン政府はオステンド会社の貿易権利について大きく譲歩した。スペイン継承戦争で敵対したカール6世とフェリペ5世がようやく和解したのはウィーン条約が締結されたときだった。条約締結の報せによりカンブレー会議は「爆弾を落とされたように」解体した。
ロンドンにおいて、ウィーンの同盟はイギリスの貿易とジブラルタルの脅威とみなされ、首相ロバート・ウォルポールは対応策を打ち出した。彼はフランス宮廷からの支持を期待したのであった。フランスではフェリペ5世がフランス王位の継承権を主張することを恐れていたし、伝統的にオーストリアとも敵対していた。プロイセン王国もシャルロッテンブルク条約で1723年以降イギリスと同盟しており、ユーリヒ＝ベルク公国をめぐってオーストリアと断交していた。プロイセン王フリードリヒ・ヴィルヘルム1世はロシア皇帝ピョートル1世の死（1725年初）により重要な同盟国を失っており、西欧の同盟国を探していた。これにより、三国は1725年9月3日にハノーファー条約を締結してヘレンハウゼン同盟を成立させ、同盟国の安全を保障するとともにスペインとオーストリアの強国化を防ごうとした。目標としてはオステンド会社の解散、ドイツにおけるプロテスタントの保護、そしてプロイセンのユーリヒ＝ベルクへの請求の3点があった。

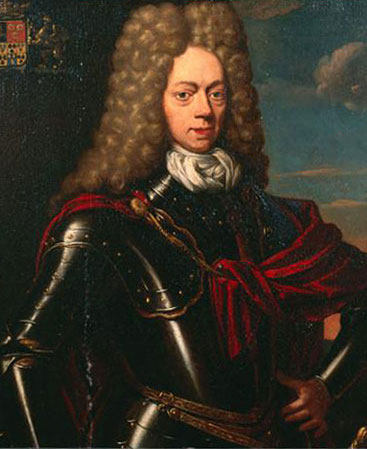
フアン・グリェルモ・リッペルダの肖像画、1740年作。

両同盟の成立により、ヨーロッパの情勢は一層悪化した。1725年11月5日、オーストリアとスペインは開戦した場合の軍事協定を締結した。両国とも軍隊の提供を約束したほか、フランスの分割を取り決め、政略結婚まで合意した。ヘレンハウゼン同盟のほうも軍事協定を締結、プロイセン軍がハノーファー大隊とともにシュレージエンに侵攻すること、フランスがイタリアかライン川流域を攻撃すること、イギリスが海戦を担当することが取り決められた。
両同盟ともさらなる同盟国を探し、ここにロシア帝国が大北方戦争以来再び重要な役割を果たすこととなった。1724年以降、ロシア王家であるロマノフ家はホルシュタイン＝ゴットルプ家と姻戚関係を結んでおり、ホルシュタイン＝ゴットルプ家領のシュレースヴィヒ＝ホルシュタインが大北方戦争でデンマーク＝ノルウェーに併合されたため、ロシアはシュレースヴィヒ＝ホルシュタインを請求していた。英仏両国がロシアにバルト海西部への進出を許したくなかったためデンマークを支持、結果としてはロシア皇帝エカチェリーナ1世は1726年8月6日にオスマン帝国という共通した敵を有するオーストリアと同盟した。
神聖ローマ帝国においてはザクセン選帝侯領（と同君連合であるポーランド＝リトアニア共和国）とバイエルン選帝侯領がウィーン条約に加入した。ザクセン選帝侯フリードリヒ・アウグスト1世は皇帝を支持したことで後に見返りとして息子フリードリヒ・アウグスト2世のポーランド王位請求への支持を受けた。またネーデルラント連邦共和国はオステンド会社との競合を消すためにヘレンハウゼン同盟に加入した。英仏はオスマン帝国とも同盟しようとしたが失敗した。フランツ・ドミニク・ヘーベルリン（Franz Dominc Häberlin）は後に「年末にはどんなことでも血なまぐさい戦争の勃発につながる可能性があった」と記述した。

## 戦争の経過
イギリスでも戦争勃発が近いと予想され、慌ただしく戦争の準備を進めた。1725年8月以降、ジブラルタル総督リチャード・ケインはジブラルタルの防御工事を補強しており、1726年には首相ロバート・ウォルポールが海軍を外交カードとして使った。これにより、イギリスの地中海艦隊が増強され、チャールズ・ウェージャー提督率いるイギリス艦隊がバルト海に派遣されて1726年5月から9月までレヴァル港を封鎖、ロシア艦隊の出撃を阻止した。フランシス・ホジアー海軍少将率いるイギリス艦隊はカリブ海に派遣され、スペインの貿易を妨害しつつポルトベロを封鎖した。ウォルポールはスペインのインディアス艦隊がヨーロッパに到着できなくなることでその同盟国の財政を悪化させるほか、スペインとその植民地帝国の生存がイギリスの慈悲に依存することをフェリペ5世に示そうとした。
しかし、スペインとオーストリアはそれまで戦争について合意していなかった。戦争の準備はしたが、ウィーンの宮廷ではただの防衛同盟とみなされ、全面戦争で得するのはスペインのみだった。オーストリアとの同盟で守備を強化できたと考えたフェリペ5世とエリザベッタ・ファルネーゼは新しい宰相ホセ・パティーニョ・イ・ロサレスの提言に反し、イギリスのカリブ海における軍事行動についての報せが届くと1726年12月に一方的にイギリスの貿易権を中止した。
1727年1月1日、フェリペ5世はイギリス政府に親書を送り、ジブラルタルをイギリスに割譲したユトレヒト条約第10条の無効を宣告した。その理由としてはイギリスの駐留軍がジブラルタルの要塞を拡張したこと、密輸を支持したこと、そしてジブラルタルのカトリック教会が弾圧されたことが挙げられた。これらの理由は全くのでたらめではなく、今となっては開戦事由に適する理由となっていた。そのため、この親書は宣戦布告に等しかった。1727年2月11日にはジブラルタルへの攻撃が開始され、正式な宣戦布告はなかったものの英西間の戦争は遅くともこの時点で開始した。

### カリブ海の戦闘

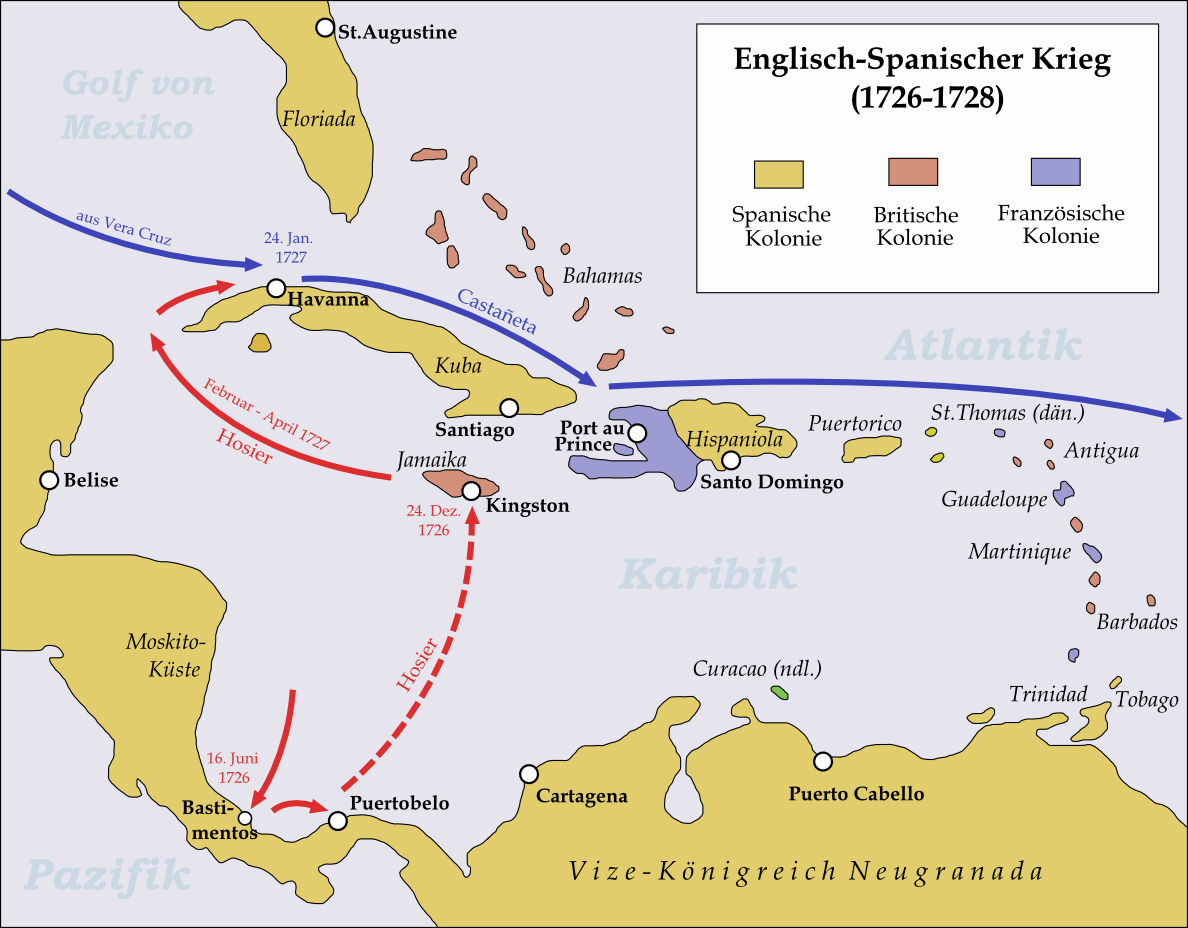
1726年から1728年までイギリスとスペイン艦隊のカリブ海における行動。

ホジアー少将の艦隊がカリブ海に到着した時点で、英西戦争は実質的に始まった。1726年6月16日、イギリス船15隻と兵士4,750人はバスティメントス島に到着した。ホジアーはウォルポールの命令に従い、ポルトベロを封鎖しつつ占領しないことで、インディアス艦隊が新大陸からの銀をヨーロッパに輸送することを防ごうとした。
インディアス艦隊はこのとき、ポルトベロ港にいたが、ポルトベロ総督はイギリス艦隊を警戒してホジアーに現れた理由を問いただした。ホジアーはその年にスペイン植民地と貿易していたイギリス船ロイヤル・ジョージ（Royal George）を護衛するためだと答えたが、ロイヤル・ジョージがポルトベロから出港した後も留まったためスペインは銀を載せたインディアス艦隊を出港させず、代わりに銀を下ろして陸路でベラクルスへ運んだ。ホジアーは封鎖を継続、6か月間留まったが黄熱が蔓延したため艦隊はだんだんと衰弱し、ホジアーはジャマイカにある基地に戻って船員を徴募するとともに船員の病気を治そうとし、1726年12月24日に到着した。一方のスペインはその間隙に乗じて、小規模な艦隊にポルトベロからの銀を載せてベラクルスから出航させ、ハバナまで航行することに成功した。また1726年8月13日にはアントニオ・カスタネータ率いるスペイン艦隊が兵士2千人を載せてヨーロッパからハバナに到着した。彼はベラクルスからの艦隊と合流、イギリス艦隊が気づかないうちに1727年1月24日にハバナを離れた。1727年3月8日、3,100万ペソを載せたカスタネータ艦隊はスペイン本土に到着した。
ホジアー提督は1727年2月末に航行を再開、4月2日にハバナに到着したが、銀を載せたスペイン艦隊が逃げおおせた後であったため代わりにカルタヘナを巡航するも、何の成果も得られなかった。黄熱の蔓延は続き、ホジアー自身も1727年8月23日に病死した。代わって指揮を執ったスーパーブの艦長エドワード・セントローはその数週間後、ジャマイカに戻った。1728年1月29日、エドワード・ホプソン中将が指揮を執り、2月に艦隊を中央アメリカ海岸に戻したが、ホプソンも黄熱で病死したためセントローは再び指揮を執った。暫定講和が1729年3月に締結され、セントローも4月14日に病死すると、艦隊はイギリスに戻った。ホジアーの遠征により海員と兵士約4千が死亡、その大半が黄熱による病死だった。

### ジブラルタル包囲戦
1727年初、フェリペ5世はスペイン軍の首脳部にジブラルタルについて助言を求めた。1704年から1705年にかけてのジブラルタル包囲戦に参加したビリャダリアス侯爵は以前、制海権がない限り攻撃すべきではないと進言していたが、スペイン海軍は1718年のパッサロ岬の海戦以降、貧弱なままだった。今回も軍の首脳部のほとんどが攻撃に反対したが、デ・ラス・トーレス伯爵はジブラルタル占領が可能であると考えたため、彼はサン・ロケで歩兵18,500、騎兵700、大砲100門の指揮を執った。スペイン軍の内訳はオランダ人、イタリア人、コルシカ人、シチリア人、アイルランド人、フランス人、スイス人など計19個大隊と様々であり、その多くがマラガ県の出身だった。そのうちスペインの正規軍であったのは10個大隊だけだった。大砲はカディスの要塞から運ばれてきたが、その輸送が困難を極めた。デ・ラス・トーレス伯爵は平民3千人に塹壕掘りとランパート築きを命じたが、冬季の気候と補給の不足によりスペイン軍の状況は極めて厳しいものとなった。イギリス側では包囲戦の準備が数か月前から進められており、チャールズ・ウェージャー提督率いる艦隊がイギリスから派遣されてジブラルタルを支援した。新しく任命されたジブラルタル要塞の指揮官ジャスパー・クレイトン将軍のほか、イギリス艦隊には3個連隊の一部が乗船しており、すでに上陸していた4個連隊を増援していた。そのため、イギリスの軍勢は合計3,206人だった。
包囲戦は1727年2月11日に始まったが、スペイン軍の不利がすぐに明らかになった。イギリス艦隊の妨害により侵攻に使える通路は狭い道一本であり、しかもその道は要塞からの砲火に晒されていた。そのため、デ・ラス・トーレス伯爵は砲撃だけで要塞を破壊して、続いて歩兵で強襲を仕掛けることにした。スペイン軍はまず塹壕を掘って要塞に接近した。このときの戦闘は砲撃戦のほかには哨戒の小競り合いのみだった。3月24日にはスペイン軍の前進により要塞が大砲の射程に入ったため、デ・ラス・トーレス伯爵は砲撃の開始を命じた。10日間続いた砲撃でイギリスの防御工事が大きく損傷し、要塞内にいる全ての平民の助けを借りても修復できなかった。しかし、天候が4月2日より悪くなったことで両軍とも行動を阻害された。このとき、2.5個連隊の増援を受けたことで駐留軍が5,481人に膨れ上がった。デ・ラス・トーレス伯爵は5月7日から20日にかけて2度目の砲撃を敢行したが、その後は火薬と砲弾の補給が追い付かなかった。外交交渉により直接対決が諦められ、1727年6月23日にはジブラルタルをめぐる停戦協定が締結された。
包囲は17週間ほど続いた。艦隊の保護もありイギリスの駐留軍は補給を受け取ることができたが、スペイン軍の補給は追い付かなかった。このことは脱走者の数にも表れ、4月16日に捕虜交換が行ったときにはイギリス人捕虜が24人だったのに対しスペイン人捕虜が400人もいた。イギリス軍にとってより厳しい問題はアルコール依存だった。イギリス軍の損害は死者107人、負傷208人、脱走17人で、スペイン軍の損害は死者700人、負傷825人、脱走875人だった。

## ヨーロッパ危機の解決

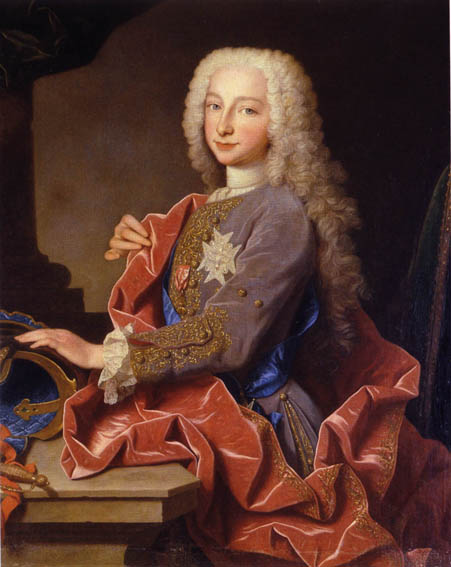
ドン・カルロス、後のスペイン王カルロス3世。ジャン・ランク作、1725年。

英西戦争がヨーロッパの全面戦争に発展することは望まれていなかった。カール6世はたかがオステンド会社のために戦争するつもりはなく、しかもスペインからの援助金が滞っている状況ではなおさらだった。フランスでも1726年7月以降実質的に宰相の位にいたフルーリー枢機卿が戦争を避けようとしており、彼は英西戦争がフランスの貿易を阻害すると考え、スペインと和解しようとした。そのため、彼はイギリスとオーストリアが戦争状態に入る直前に仲介に入った。イギリスはすでにオステンド会社の船を攻撃しており、神聖ローマ帝国へ軍を派遣する準備を進めていた。一方のオーストリアもイギリスと断交した。それでもフルーリーは仲介に成功、1727年5月31日にパリでイギリスとオーストリアが和解した。カール6世はオステンド会社を7年間活動停止させるとともにウィーン条約で定められたスペインとの貿易関係を断ち切った。残る紛争は会議で解決するとした。スペイン政府は唯一の同盟国オーストリアを失った後、外交での孤立を避けるべくフルーリーの仲介を受け入れた。しかし、直後にイギリス国王ジョージ1世が死去すると、スペインはジャコバイト支持で交渉を有利に進もうとした。とりあえずジブラルタル包囲を継続して交渉を止めたが、ジョージ2世がスムーズに即位したこと、ジブラルタル包囲が失敗したこと、そしてスペインの財政が継戦を許さなかったことによりスペインは包囲を中止、イギリスの貿易権を再確認した。1728年3月6日、スペインはエル・パルド条約に署名、イギリスとの海戦も終結させた。
1728年6月14日、ソワソン会議が開催されたが進展がなかった。しかし、ヨーロッパ諸国の間の同盟は徐々に崩壊していった。プロイセンはヘレンハウゼン同盟に加入してユーリヒ＝ベルクの請求への支持を得ようとしたが、オランダが同盟に加入してプロイセンの請求に異議を唱え、英仏からの支持もなかった。そのため、プロイセンは1726年にオーストリアとの秘密条約を締結、ソワソン会議中の1728年12月23日にベルリン条約でウィーン条約の同盟に加入した。一方のエリザベッタ・ファルネーゼもカール6世に圧力をかけて自分の息子ドン・カルロスとカール6世の長女マリア・テレジアを結婚させようとした。これがウィーンの宮廷に拒絶されたため、エリザベッタ・ファルネーゼは英仏の支持を受けてせめて次男フィリッポのイタリア領だけでも確保しようとした。その結果、1729年11月9日にセビリア条約が締結された。条約によりスペインはオーストリアとの同盟を正式に解消、ジブラルタルへの請求も取り下げ、さらにスペイン領におけるイギリスの貿易権を承認した。その代わり、英仏はスペインのパルマ・ピアチェンツァ・トスカーナ三公領の継承権を認め、三公領の継承を保証するためにスペイン軍6千を公国に派遣することも認めた。
カール6世はイタリアにおけるスペイン領の成立を何としても防ごうとした。そのため、パルマ公アントニオが1731年1月に死去すると、カール6世は軍勢3万を派遣してパルマ公国を占領した。これによりウィーン条約の同盟（オーストリア、ロシア、プロイセン）とセビリア条約の同盟（スペイン、フランス、イギリス、オランダ）の間で戦争が起こるように思えたが、1731年3月16日にウィーン条約が締結され、スペインが国事詔書を承認する代わりにスペインの三公領継承を認めた。彼は自軍を撤収させ、イギリス船でイタリアに到着したスペイン兵が代わってイタリアに入った。1732年3月、ドン・カルロスがパルマ・ピアチェンツァ公国に入った。これにより外交努力で全面戦争が回避された。

## 影響

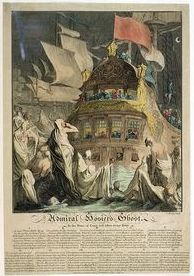
リチャード・グロヴァーのホジアー提督の霊の挿画、1740年。

セビリア条約はあくまでも原状回復であり、優位に立った国はいなかった。この状況はイギリスにおいて最も明らかであり、イギリス議会が戦争費用に3百万ポンドを承認したものの、その大部分がジブラルタル包囲戦に費やされ、ホジアー提督の艦隊をカリブ海に派遣した結果も海員数千人と提督3人の死だけだった。この災難的な結果により、ウォルポール政府への批判が巻き起こった。しかしウォルポールはイギリスの外交政策が厳正中立であるべきだとして、全面戦争を回避したから成功であるとした。1733年に勃発したポーランド継承戦争でも外交的孤立を選んででも中立を堅持したが、スペインとイギリスの紛争が解決したわけではなかったため、セビリア条約から10年後には新しい英西戦争が勃発した。ジェンキンスの耳の戦争と呼ばれたこの戦争は当時のイギリス大衆から望まれて起こした戦争であり、やがてウォルポールの失脚につながった。
当時イギリス政府の政策を最も強く批判したのがエドワード・ヴァーノン海軍中将であった。彼はバルト海とジブラルタルに派遣された艦隊に従軍しており、戦争が終結した後には議会でカリブ海遠征の拙劣な計画を暴露、ホジアー提督と海員たちの死について演説した。その後、彼は1738年から1739年にかけて対スペイン強硬論を強く支持、その直後に戦列艦6隻を率いて1739年11月23日のポルトベロの海戦に勝利してポルトベロを占領、ホジアーの雪辱を果たした。当時の流行文化でもホジアーのカリブ海遠征が現れていた。ヴァーノンの勝利への祝いとして、詩人のリチャード・グロヴァーは「ホジアー提督の霊」（Admiral Hosier's Ghost）というバラッドを書いた。このバラッドの内容はホジアーの霊がヴァーノンの前に現れ、ヴァーノンの成功を祝うとともに死者の名誉回復を求めた、というものだった。当時、ウォルポールが紛争拡大を避けるべくホジアーにポルトベロへの直接攻撃を厳禁したため、このバラッドはウォルポールの政策を批判したものになっている。